# Багиров, Мамед Мансурович
Багиров Мамед Мансурович (азерб. Bağırov Məmməd Mənsur oğlu; род. 3 ноября 1942, Карамамедли, Кедабекский район, Азербайджанская ССР, СССР) — хирург, доктор медицинских наук, профессор.

## Биография
Родился 3 ноября 1942 года в с. Карамамедли Кедабекского района.
В 1964 году окончил Азербайджанский государственный медицинский институт им. Н. Нариманова.
С 1964 по 1968 годы работал хирургом в г. Кировабаде.
В течение 1968—1972 годов был аспирантом кафедры грудной хирургии Киевского института усовершенствования врачей.
В 1972 году защитил кандидатскую диссертацию по теме «Создание искусственного пищевода из толстой кишки после предварительной подготовки трансплантата».
С 1972 по 1975 годы — ординатор и заведующий отделением торакальной хирургии городской клинической больницы № 6 г. Киев.
С 1975 по 1977 годы — ординатор городского центра торакальной хирургии.
С 1977 по 1986 годы — ассистент кафедры пульмонологии Киевского института усовершенствования врачей. С 1986 по 1990 годы — доцент, с 1990 года — профессор этой же кафедры.
В 1988 году защитил докторскую диссертацию по теме «Хирургическое лечение заболеваний трахеи».
С 1977 года на кафедре активно занимался подготовкой торакальных хирургов, пульмонологов и бронхологов. Им были усовершенствованы и разработаны новые учебные программы для циклов подготовки врачей. Совместно с сотрудниками кафедры он издал методические пособия и монографии по пульмонологии и торакальной хирургии, а также была разработана компьютерная программа обучения врачей.
С 1968 года активно занимается реконструктивно-восстановительной хирургией пищевода. В связи с высоким процентом осложнений и случаев смерти в результате эзофагопластики ученый экспериментально исследовал методы улучшения результатов операции путём предварительной тренировки сосудистого русла будущего трансплантата. В результате применения новых подходов ему удалось снизить послеоперационную смертность с 5 до 0 %.
Параллельно с другими разделами торакальной хирургии М. М. Багиров с 1971 года занимался реконструктивной трахеобронхиальной хирургией. В частности, была поставлена задача улучшить результаты восстановительных операций при связанных постинтубационных и посттрахеостомических стенозах гортани и трахеи. Поскольку операции, которые проводились ранее (механическое расширение, ларинготрахеотомия с введением Т-образной трубки, многоэтапная пластика, применение ауто- и гомопластических материалов) не давали желаемых результатов, М. М. Багиров совместно с профессором А. Н. Авиловой разработали принципиально новые в хирургической практике методы сиюминутных реконструктивных операций при трахеогортанний локализации повреждений. К ним относятся новые фигурные виды трахеогортанной пластики, циркулярно-лоскутная трахеогортанная пластика, дерматопластика после расширенной резекции трахеи. На все указанные виды операций получены патенты и авторские свидетельства.
Благодаря новым разработкам клиника имеет приоритет в медицинской практике.
М. М. Багировым также разработаны новые варианты операций на трахее, её бифуркации, а также на бронхах, грудной стенке, пищеводе. Разработаны новые медицинские подходы при стенозе трахеи с угрозой асфиксии.
Является одним из ведущих специалистов в мире в сфере реконструктивной торакальной хирургии. Его достижения отражены в более чем 300 научных работах, опубликованных в отечественных и зарубежных изданиях. Им издано 6 монографий, получено 22 авторских свидетельства и патента на новые методы диагностики и лечения заболеваний органов дыхания и пищеварения.
Результаты научных исследований отмечены Европейской ассоциацией кардиоторакальных хирургов. М. М. Багиров также награждён почетными грамотами Министерства здравоохранения Украины. В 1997 году за научную разработку пульмонологической помощи ему присуждена Государственная премия Украины в области науки и техники, в 2008 году — почетное звание заслуженного деятеля науки и техники Украины.
Является членом Европейской ассоциации кардиоторакальных хирургов, Европейской ассоциации торакальных хирургов, Американской ассоциации торакальных хирургов, Европейского респираторного общества.
В 1998—1999 годы Американское и Английское биографические общества назвали его одним из 100 лучших врачей мира.
В 2012 году приобрел золотую медаль Американского биографического института.
Под руководством М. М. Багирова защищено 7 кандидатских и 2 докторские диссертации.